# ヴォリュウェ＝サン＝ピエール
ヴォリュウェ＝サン＝ピエール（仏: Woluwe-Saint-Pierre [wolywe sɛ̃ pjɛːʁ]）は、ベルギーのブリュッセル首都圏地域に属する19の基礎自治体の一つ。オランダ語名ではシント＝ピーテルス＝ウォールウェ（仏: Sint-Pieters-Woluwe [sɪnt ˈpitərs ˈʋoːlyʋə] ( 音声ファイル)）である。自治体の大半が富裕エリアで、モントゴメリ広場周辺には、数多くの各国大使館がある。また、カトリック教会の一つであるノートルダム・デグラス教会が存在することでも知られている。

## 姉妹都市
- アメリカ合衆国 ニューアイビーリア
- ルーマニア ペチカ
- 中国 朝陽市
- インド チェンナイ
- ルワンダ ルユンバ
- 韓国 江南区

## 出身人物
- アンリ (フランス公) - フランスの王位請求者
- エディ・メルクス - 自転車競技選手